# Sara Gracia Santacreu
Sara Gracia Santacreu (20 april 1989) is een Belgische actrice.

## Levensloop
Santacreu heeft een woord-kunst-dramaopleiding gevolgd aan Pius X en later is ze gaan focussen op muziektheater. Zo kreeg ze haar eerste rol in de Musical Evita van Stage Entertainment. Ze vertolkte de rol van Mistress. Hierna was ze te zien als Liesl in The Sound of Music van V&V Entertainment en in de musical Dans der Vampieren van Music Hall Group als Ensemble/first cover.
Bij Uitgezonderd theater speelde ze de familiemusical 'Het Ijskristal van Snowakije' waar ze de hoofdrol Liesje vertolkte. Momenteel speelt ze twee Educatieve voorstellingen 'Join(t)us' en 'Selfie' waar ze heel Vlaanderen mee rond toert.
Ze was voor het eerst te zien op Disney Channel in de jongerenserie On Tour, waar ze de rol van Nel vertolkt. Later speelde ze Merel Beks in Skilz, dat te zien was op VtmKzoom. In GoGoGo! speelde ze drie seizoenen lang de rol van Emma en dit was te zien op Ketnet. In december 2016 speelde ze Marie in de kortfilm Hashtag, geregisseerd door Adil El Arbi en Bilall Fallah.
In 2017 start Sara aan de opleiding docent en regisseur aan de toneelacademie van Maastricht waar ze in 2020 afstudeert. In de zomer van 2021 richt Sara een eigen sociaal artistiek theatergezelschap op genaamd WeThePeople, met dit gezelschap heeft ze - in coproductie met Fameus - de voorstelling ‘Zandzoekers’ gecreëerd, die in 2022 te zien was in Zaal Zirkus en in hetpaleis. 
Haar stem leent ze regelmatig uit aan dubbing studio's voor films, series en reclamespotjes. Zo sprak ze de stem in van Evie in Descendants, en ook in de vervolgen Descendants 2 en Descendants 3. In de film Rio 2 sprak ze de stem in van Bea. In de film ‘Everest, de jonge Yeti’ van DreamWorks Animation heeft ze het hoofdpersonage Yi ingesproken en in ‘Raya and the Last Dragon’ van Disney, die van Raya. Ook in de reclamespots van de Efteling en van Coca-Cola - die regelmatig op het scherm te zien waren - verleende ze haar stem.

## Filmografie

### Filmografie
- De 5e boog (2010) - als Saskia
- Familie (2011) - als Kelly
- Skilz (2011) - als Merel Beks
- Danni Lowinski (2012) - als Rana
- On Tour (2012) - als Nel
- Binnenstebuiten (2013) - als Saar Bastiaens
- Violetta (2013-2016) - als Francisca (stem)
- GoGoGo! (2014-2016) - als Emma
- Familie (2015) - als Nena De Vriendt
- Nachtwacht (2015) - als Felina/Panterwezen
- Welkom in de Wilton (2016) - als Sophia
- Loezers (2018) - als Lieselot
- Undercover (2019) - als Daisy
- Thuis (2023) - als Maité Santens

### Films
- Rio 2 (2014) - als Bea (stem)
- Descendants (2015) - als Evie/dochter van Evil Queen (stem)
- Glitter Force (2015-2016) - als Lily (stem)
- Descendants 2 (2017) - als Evie/dochter van Evil Queen (stem)
- Hashtag (2016) - als Marie
- Descendants 3 (2019) - als Evie/dochter van Evil Queen (stem)
- Everest, de jonge Yeti (2019) - als Yi (stem)
- Raya and the Last Dragon (2021) - als Raya (stem)